# Linea principale Nankai
La  Linea principale Nankai (南海本線?, Nankai Hon-sen) è la principale ferrovia delle Ferrovie Nankai gestita dalla compagnia, e collega le città di Osaka e Wakayama. La ferrovia è a doppio binario elettrificato, mentre fra le stazioni di Namba e Suminoe è quaruplicata. All'altezza della stazione di Izumisano dalla linea si distacca la diramazione per l'Aeroporto Internazionale del Kansai. La linea ferroviaria è in diretta concorrenza con la linea Hanwa della JR West, che segue pressoché lo stesso percorso.

## Stazioni e servizi
Nankai e Kintetsu sono gli unici operatori privati del Kansai i cui servizi espressi limitati richiedono il pagamento di un supplemento extra.
Espresso limitato Southern (特急サザン?, Tokkyū "Sazan") (So)
I posti a sedere prenotati sono a pagamento, mentre gratuiti nelle carrozze senza prenotazione. I treni collegano Namba e Wakayamashi o Wakayamakō con poche fermate lungo il percorso. I treni che raggiungono Wakayamakō permettono di utilizzare i traghetti Nankai per raggiungere l'isola di Shikoku.
Espresso limitato Aeroporto Rapi:t (空港特急ラピート?, Kūkō Tokkyū "Rapīto") (R)
Tutte le carrozze sono a prenotazione del posto obbligatoria. I treni congiungono la stazione di Namba con quella dell'aeroporto del Kansai, e ne esistono di due tipi: I rapi:t α fermano solo alle stazioni indicate da ●, mentre i rapi:t β in quelle indicate da ● e ◎. La relazione è eseguita con dei treni appositi della Serie 50000 in composizione a 6 carrozze.
Espresso (急行Kyūkō?) (Ex)
Il treno percorre il tratto maggiore della linea fra Namba e Wakayamakō, passando la stazione di Haruki. I treni Espressi sono disponibili prima delle 10 della mattina e dopo le 16, nei giorni settimanali e la mattina del weekend e dei giorni festivi. La metà di essi prosegue sulla linea Wakayamakō. I treni sono composti da 6 o 8 carrozze, e la quarta di esse in direzione Namba è ad uso esclusivo delle donne alla mattina fino all'arrivo a Tengachaya.
Espresso Aeroporto (空港急行?, Kūkō Kyūkō) (AE)
Circola tutto il giorno, fra Namba e l'Aeroporto del Kansai, fermando anche ad Haruki. Ci sono due treni all'ora per direzione, dalle 10 della mattina alle 4 del pomeriggio, a sei o otto carrozze. La quarta carrozza dei treni ad otto carrozze in direzione Namba è per sole donne durante la mattina e fino all'arrivo a Tengachaya.
Subespresso (区間急行?, Kukan Kyūkō) (SbE)
Tutto il giorno fra Namba e Hagurazaki, Misakikōen o Wakayamashi. Dalle 10 della mattina alle 4 del pomeriggio fino a Misakikōen. Durante l'ora di punta fra Namba e Hagurazaki o Wakayamashi.
Semiespresso (準急?, Junkū) (SE)
La mattina solo in direzione Namba da Hagurazaki o Haruki.
Locale (普通?, Futsū) (L)
Disponibile tutto il giorno, fra Namb e Wakayamashi o l'Aeroporto. Nelle ore di punta e la sera, alcuni tornano a Namba da Hagurazaki, Tarui o Misakikōen. Un solo treno parte da Izumisano per Wakayamashi e un altro da Takaishi a Namba come primi treni della mattina. A mezzanotte i treni partono da Wakayamashi e raggiungono Hagurazaki. I treni locali saltano le stazioni di Imamiyaebisu e Haginochaya per l'assenza dei marciapiedi, riservati alla linea Nankai Kōya.

### Schema fermate
- S: Il treno ferma
- S*: I treni rapi:t α passano, i β fermano
- s: I treni fermano durante le ore di morbida fra il 1º gennaio e il 3 gennaio
- ^: unica direzione

| Num.                    | Stazione                       | Giapponese     | L | SE | SbE | AE | Ex                       | So       | R                      | Collegamenti | Posizione          | Posizione           |
| ----------------------- | ------------------------------ | -------------- | - | -- | --- | -- | ------------------------ | -------- | ---------------------- | --- | ------------------ | ------------------- |
| Linea principale Nankai |                                |                |   |    |     |    |                          |          |                        | |                    |                     |
| NK01                    | Namba                          | 難波           | ● | ●  | ●   | ●  | ●                        | ●        | ●                      | ■ Linea Yamatoji ● Linea Kintetsu Namba ● Linea Hanshin Namba Linea Midōsuji Linea Yotsubashi Linea Sennichimae | Chūō-ku Osaka      | Prefettura di Osaka |
| NK02                    | Imamiyaebisu                   | 今宮戎         |   |    |     |    |                          |          |                        | | Naniwa-ku Osaka    | Prefettura di Osaka |
| NK03                    | Shin-Imamiya                   | 新今宮         | ● | ◎  | ●   | ●  | ●                        | ●        | ●                      | ■ Linea Circolare di Ōsaka ■ Linea Yamatoji Linea Midōsuji Linea Sakaisuji                                      | Nishinari-ku Osaka | Prefettura di Osaka |
| NK04                    | Haginochaya                    | 萩之茶屋       |   |    |     |    |                          |          |                        | | Nishinari-ku Osaka | Prefettura di Osaka |
| NK05                    | Tengachaya                     | 天下茶屋       | ● | ◎  | ●   | ●  | ●                        | ●        | ●                      | Linea Sakaisuji                                                                                                 | Nishinari-ku Osaka | Prefettura di Osaka |
| NK06                    | Kishinosato-Tamade             | 岸里玉出       | ● |    |     |    |                          |          |                        | ● Linea Nankai Kōya e Shiomibashi                                                                               | Nishinari-ku Osaka | Prefettura di Osaka |
| NK07                    | Kohama                         | 粉浜           | ● |    |     |    |                          |          |                        | | Sumiyoshi-ku Osaka | Prefettura di Osaka |
| NK08                    | Sumiyoshitaisha                | 住吉大社       | ● |    | s   | s  |                          |          |                        | ● Tram di Osaka                                                                                                 | Sumiyoshi-ku Osaka | Prefettura di Osaka |
| NK09                    | Suminoe                        | 住之江         | ● |    |     |    |                          |          |                        | | Suminoe-ku Osaka   | Prefettura di Osaka |
| NK10                    | Shichidō                       | 七道           | ● |    |     |    |                          |          |                        | | Sakai-ku Sakai     | Prefettura di Osaka |
| NK11                    | Sakai                          | 堺             | ● | ◎  | ●   | ●  | ●                        | ●        | ●*                     | | Sakai-ku Sakai     | Prefettura di Osaka |
| NK12                    | Minato                         | 港             | ● | ◎  |     |    |                          |          |                        | | Sakai-ku Sakai     | Prefettura di Osaka |
| NK13                    | Ishizugawa                     | 石津川         | ● | ◎  |     |    |                          |          |                        | | Nishi-ku Sakai     | Prefettura di Osaka |
| NK14                    | Suwanomori                     | 諏訪ノ森       | ● | ◎  |     |    |                          |          |                        | | Nishi-ku Sakai     | Prefettura di Osaka |
| NK15                    | Hamaderakōen                   | 浜寺公園       | ● | ◎  |     |    |                          |          |                        | ● Tram di Osaka                                                                                                 | Nishi-ku Sakai     | Prefettura di Osaka |
| NK16                    | Hagoromo                       | 羽衣           | ● | ◎  | ●   | ●  | ●                        |          |                        | ■ Linea Hanwa ● Linea Nankai Takashinohama                                                                      | Takaishi           | Prefettura di Osaka |
| NK17                    | Takaishi                       | 高石           | ● | ◎  |     |    |                          |          |                        | | Takaishi           | Prefettura di Osaka |
| NK18                    | Kita-Sukematsu                 | 北助松         | ● | ◎  |     |    |                          |          |                        | | Izumiōtsu          | Prefettura di Osaka |
| NK19                    | Matsunohama                    | 松ノ浜         | ● | ◎  |     |    |                          |          |                        | | Izumiōtsu          | Prefettura di Osaka |
| NK20                    | Izumiōtsu                      | 泉大津         | ● | ◎  | ●   | ●  | ●                        |          |                        | | Izumiōtsu          | Prefettura di Osaka |
| NK21                    | Tadaoka                        | 忠岡           | ● | ◎  |     |    |                          |          |                        | | Tadaoka            | Prefettura di Osaka |
| NK22                    | Haruki                         | 春樹           | ● | ◎  | ●   | ●  |                          |          |                        | | Kishiwada          | Prefettura di Osaka |
| NK23                    | Izumi-Ōmiya                    | 和泉大宮       | ● | ◎  |     |    |                          |          |                        | | Kishiwada          | Prefettura di Osaka |
| NK24                    | Kishiwada                      | 岸和田         | ● | ◎  | ●   | ●  | ●                        | ●        | ●*                     | | Kishiwada          | Prefettura di Osaka |
| NK25                    | Takojizō                       | 蛸地蔵         | ● | ◎  |     |    |                          |          |                        | | Kishiwada          | Prefettura di Osaka |
| NK26                    | Kaizuka                        | 貝塚           | ● | ◎  | ●   | ●  | ●                        |          |                        | ● Linea Mizuma                                                                                                  | Kaizuka            | Prefettura di Osaka |
| NK27                    | Nishikinohama                  | 二色浜         | ● | ◎  |     |    |                          |          |                        | | Kaizuka            | Prefettura di Osaka |
| NK28                    | Tsuruhara                      | 鶴原           | ● | ◎  |     |    |                          |          |                        | | Izumisano          | Prefettura di Osaka |
| NK29                    | Iharanosato                    | 井原里         | ● | ◎  |     |    |                          |          |                        | | Izumisano          | Prefettura di Osaka |
| NK30                    | Izumisano                      | 泉佐野         | ● | ◎  | ●   | ●  | ●                        | ●        | ●                      | | Izumisano          | Prefettura di Osaka |
| Linea Aeroporto         |                                |                |   |    |     |    |                          |          |                        | |                    |                     |
| NK31                    | Rinkū Town                     | りんくうタウン | ● |    |     | ●  |                          |          | ●                      | | Izumisano          | Prefettura di Osaka |
| NK32                    | Kansai Aeroporto               | 関西空港       | ● | ●  | ●   |    | Tajiri                   |          |                        | |                    | Prefettura di Osaka |
| Linea principale Nankai |                                |                |   |    |     |    |                          |          |                        | |                    |                     |
| NK33                    | Hagurazaki                     | 羽倉崎         | ● | ◎  | ●   |    |                          |          |                        | | Izumisano          | Prefettura di Osaka |
| NK34                    | Yoshiminosato                  | 吉見ノ里       | ● |    | ●   |    |                          |          | Tajiri                 | |                    | Prefettura di Osaka |
| NK35                    | Okadaura                       | 岡田浦         | ● | ●  |     |    |                          | Sennan   |                        | |                    | Prefettura di Osaka |
| NK36                    | Tarui                          | 垂井           | ● | ●  |     |    |                          | Sennan   |                        | |                    | Prefettura di Osaka |
| NK37                    | Ozaki                          | 尾崎           | ● | ●  | ●   | ●  |                          | Hannan   |                        | |                    | Prefettura di Osaka |
| NK38                    | Tottorinoshō                   | 鳥取ノ荘       | ● | ●  |     |    |                          | Hannan   |                        | |                    | Prefettura di Osaka |
| NK39                    | Hakotsukuri                    | 箱作           | ● | ●  |     |    |                          | Hannan   |                        | |                    | Prefettura di Osaka |
| NK40                    | Tannowa                        | 淡輪           | ● | ●  |     |    |                          | Misaki   |                        | |                    | Prefettura di Osaka |
| NK41                    | Misaki-kōen                    | みさき公園     | ● | ●  | ●   | ●  | ● Linea Nankai Tanagawa  | Misaki   |                        | |                    | Prefettura di Osaka |
| NK42                    | Kyōshi                         | 孝子           | ● | ●  |     |    |                          | Misaki   |                        | |                    | Prefettura di Osaka |
| NK43                    | Wakayamadaigakumae (Fujitodai) | 和歌山大学前   | ● | ●  | ●   |    |                          | Wakayama | Prefettura di Wakayama | |                    |                     |
| NK44                    | Kinokawa                       | 紀ノ川         | ● | ●  |     |    | ● Linea Nankai Kada      | Wakayama | Prefettura di Wakayama | |                    |                     |
| NK45                    | Wakayamashi                    | 和歌山市       | ● | ●  | ●   | ●  | ■ Linea principale Kisei | Wakayama | Prefettura di Wakayama | |                    |                     |
| Linea Wakayamakō        |                                |                |   |    |     |    |                          |          |                        | |                    |                     |
| NK45-1                  | Wakayamakō                     | 和歌山港       |   |    |     |    | ●                        | ●        |                        | | Wakayama           | Wakayama            |